# Jogos Asiáticos em Recinto Coberto
Os Jogos Asiáticos em Recinto Coberto foram um evento multiesportivo realizado desde 2005, com a presença de Comitês Olímpicos Nacionais da Ásia. Reunindo modalidades não reconhecidas pelo Comitê Olímpico Internacional e esportes locais que não incluídos nas outras versões dos Jogos Asiáticos, foram fundidos como os Jogos Asiáticos de Artes Marciais a partir de 2013.

## Edições
| Ano             | Cidade-sede           | Duração                     | Países | Atletas | Eventos | Maior n.º de medalhas |
| --------------- | --------------------- | --------------------------- | ------ | ------- | ------- | --------------------- |
| 2005 (detalhes) | THA Tailândia Bangkok | 12-19 de novembro           | 45     | 2343    | 120     | China                 |
| 2007 (detalhes) | MAC Macau             | 26 de outubro-3 de novembro | 45     | 1792    | 170     | China                 |
| 2009 (detalhes) | VIE Vietnã            | 30 de outubro-8 de novembro | 44     | 3500    | 219     | China                 |